# Apocrita
Apocrita je podred insekata iz reda Hymenoptera koji sadrži najnaprednije opnokrilce. To su pre svega, ose, pčele i mravi, klasifikovani u mnogo porodica. Apocrita se razlikuje od Symphyta po uskom „struku“ ili peteljci - petiolus (petiole) koja spaja grudi (mesosoma) i trbuh (metasoma). Poreklom je od prvog, a ređe i drugog metasomalnog segmenta. Peteljka je povezana sa grudima na segmentu koji se naziva propodeum. Prema tome, opšta je praksa da se, kada se u tehničkom smislu raspravlja o morfologiji apokrita, da se govori o mezosomi i metasomi (ili „gaster“), umesto „grudnom regionu“, odnosno „abdomenu“. Evolucija petiolusa bila je važno prilagođavanje parazitoidnom načinu života pretka apokrita, pre svega, iz diviziona Parasitica, omogućavajući veću pokretljivost legalice ženke.

## Literatura
- Grimaldi, D.; Engel, M.S. (2005). Evolution of the Insects. Cambridge University Press. ISBN 978-0-521-82149-0.

## Spoljašnje veze
- Suborder Apocrita – Ants, Bees and Wasps – BugGuide.Net — images and other information
- Tree of Life
- Balades Entomologiques — "entomological walks" with images